# Халькомулько (муниципалитет)
Халькомулько (исп. Jalcomulco) — муниципалитет в Мексике, штат Веракрус, расположен в Столичном регионе штата. Административный центр — город Халькомулько.

## История
Муниципалитет создан в 1825 году.